# Ayyarahalli, Channarayapatna
Ayyarahalli là một làng thuộc tehsil Channarayapatna, huyện Hassan, bang Karnataka, Ấn Độ.